# Zastava Havaja
Zastava Havaja je jedina zastava jedne države SAD-a koja sadrži Union Jack - Zastavu Velike Britanije. Zastava se uz to sastoji od osam vodoravnih polja koja predstavljaju osam velikih havajskih otoka (Havaji, Oahu, Kauai, Kahoʻolawe, Lānaʻi, Maui, Molokai i Niihau). Nekad je zastava imala i deveto polje koje je predstavljalo otok Nihoa. Boje polja su, redom od gore: bijelo, crveno, plavo, bijelo, crveno, plavo, bijelo, crveno. 